# Sadieville, Kentucky
Sadieville är en ort i Scott County i delstaten Kentucky, USA.